# Beatrice Braun-Fock
Beatrice Braun-Fock (* 14. April 1898 als Elisabeth Beatrice Eleonore Fock in Amsterdam; † 30. Januar 1973 in Bad Wiessee) war eine niederländisch-deutsche Zeichnerin und Buchillustratorin. Mit mehr als 50 illustrierten Kinder- und Jugendbüchern gehört sie zu den bekanntesten Illustratoren des 20. Jahrhunderts.

## Leben und Wirken

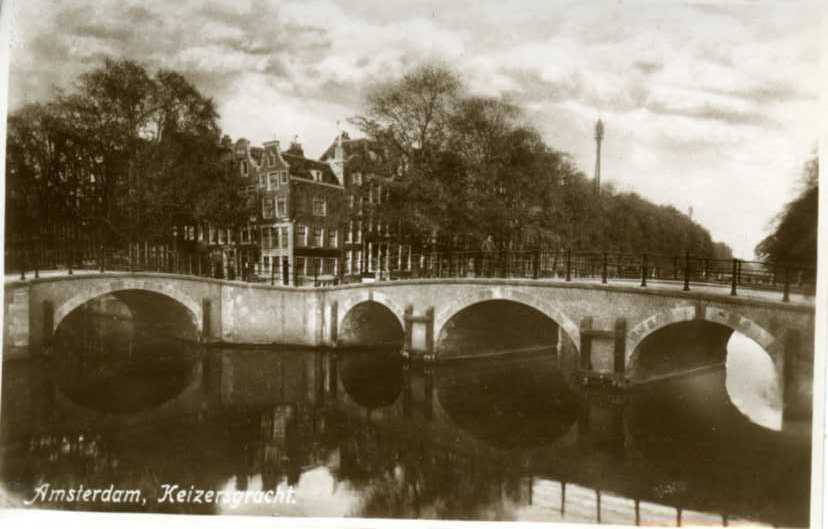
Amsterdam, Keizersgracht in den 1910er-Jahren

Beatrice Fock war das dritte und jüngste Kind des holländischen Kaufmanns Anton Fock und seiner deutschen Ehefrau Magdalena Catharina Amanda Augusta geb. Kempf. Zur Familie gehörten die beiden älteren Brüder Paul (* 1885) und Jacob (* 1887). Sie wohnten zunächst in Amsterdam in der Keizersgracht. Paul zog im September 1910 nach Berlin, Jacob im Oktober 1910 nach Paris. Beatrice zog im Januar 1912 mit ihren Eltern nach München und verbrachte ihre Kindheit im Münchner Stadtteil Bogenhausen in der Möhlstraße 19.
Nach Abschluss der Schule studierte sie ab 1918 an der Kunstgewerbeschule München, die zu dieser Zeit von Richard Riemerschmid geleitet wurde. Sie war Schülerin in dessen Grafik-Klasse.

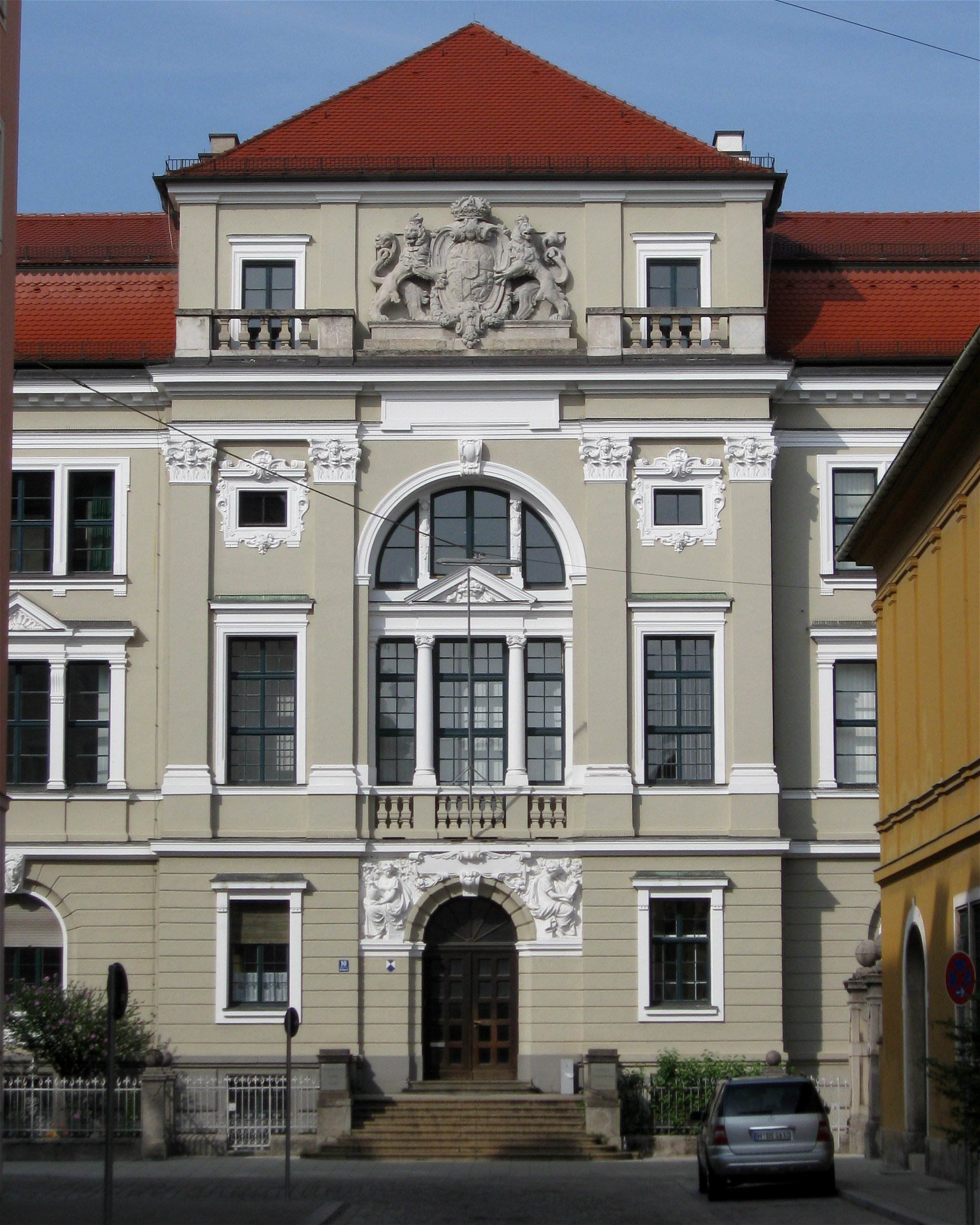
Gebäude der früheren Kunstgewerbeschule in München

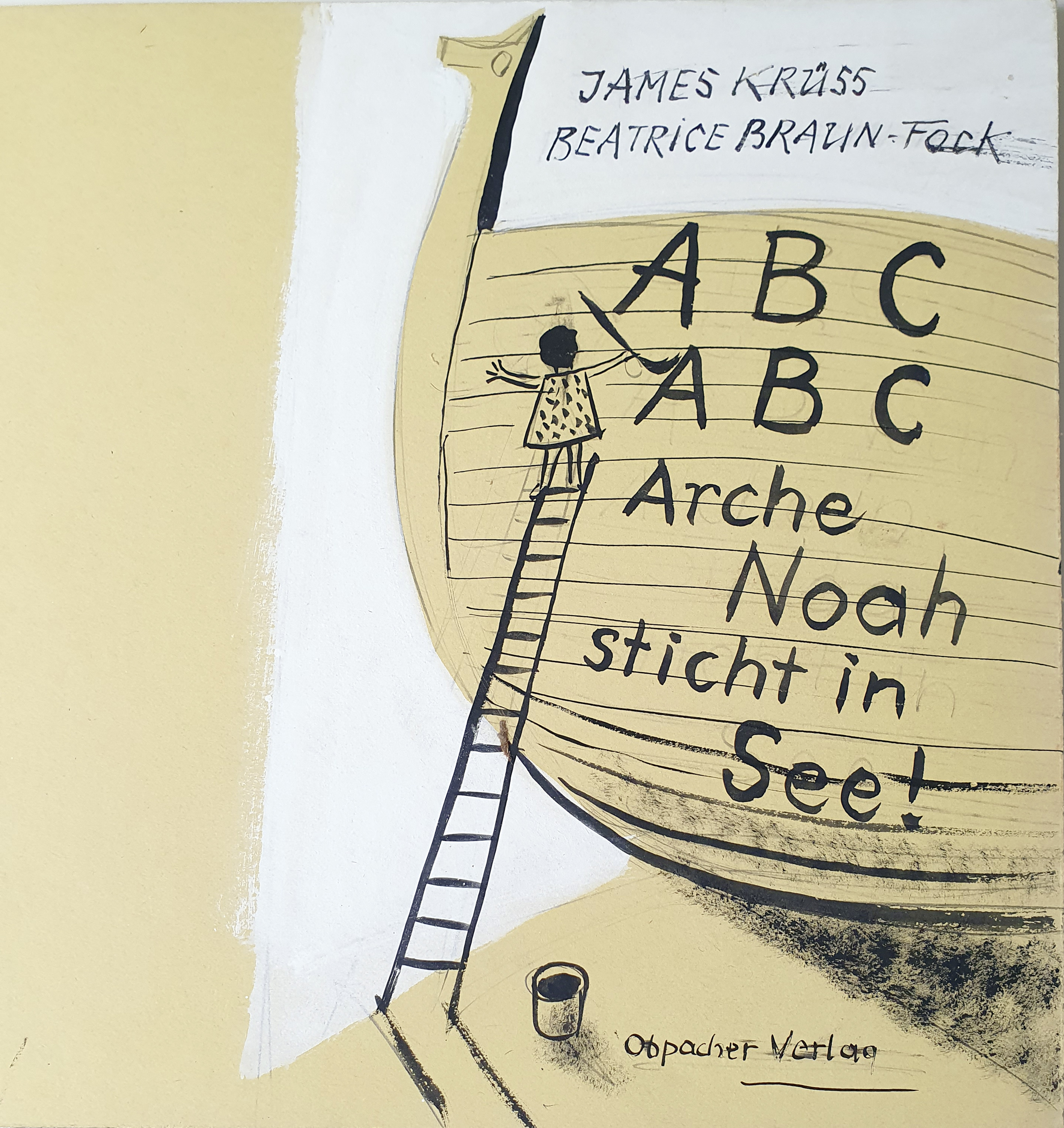
Die Erstausgabe des Buches "Abc, Abc, die die Arche Noah sticht in See", Autor James Krüss, illustriert von Beatrice Braun-Fock, ist am 1. Januar 1959 im Obpacher Kunst- und Druck Verlag erschienen. Der vorliegende Titelentwurf befindet sich im Privatbesitz. Format des Blattes 48 × 35 cm² auf festem Karton (5 mm)

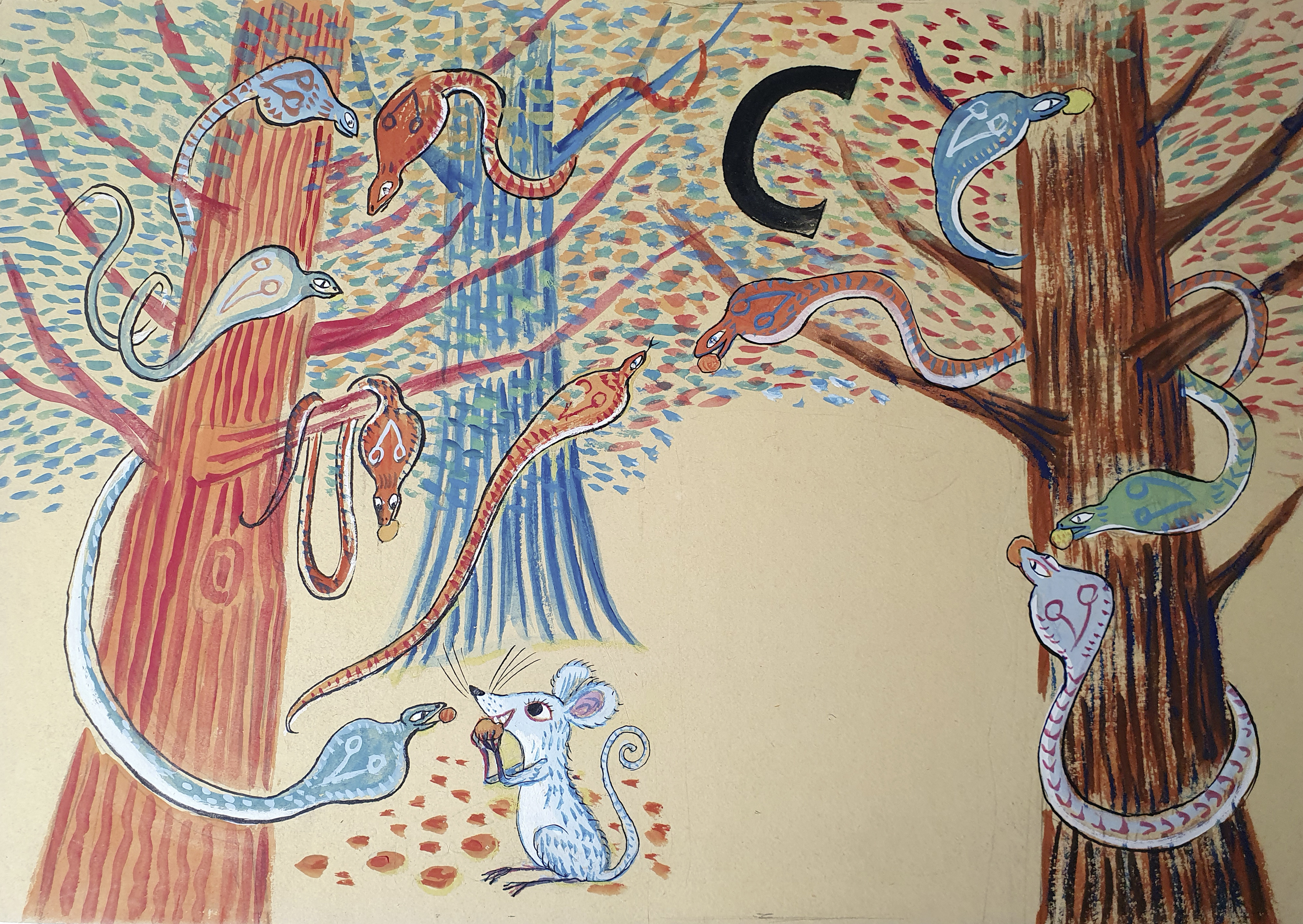
Skizze zu Buchstabe C für das Bilderbuch "ABC ─ Arche Noah sticht in See" von James Krüss

Schon während der Studienzeit wurden einige ihrer Zeichnungen im Simplicissimus veröffentlicht. In der Zeit vom 14. Januar 1919 bis zum 25. Februar 1919 erschienen in vier Ausgaben dieses Satiremagazins insgesamt fünf Illustrationen mit der Angabe Gezeichnet von B. Fock. In vier weiteren Ausgaben, die vom 8. April 1919 bis zum 9. September 1919 erschienen, wurde der Name der Zeichnerin mit Beatrice Fock angegeben. Damit gehörte sie neben Käthe Kollwitz, deren Zeichnungen bereits in der Zeit von November 1908 bis Januar 1911 im Simplicissimus erschienen waren, und Kasia von Szadurska, die von März bis September 1919 drei Zeichnungen veröffentlichen konnte, zu den ersten Frauen, die für den Simplicissimus arbeiteten.

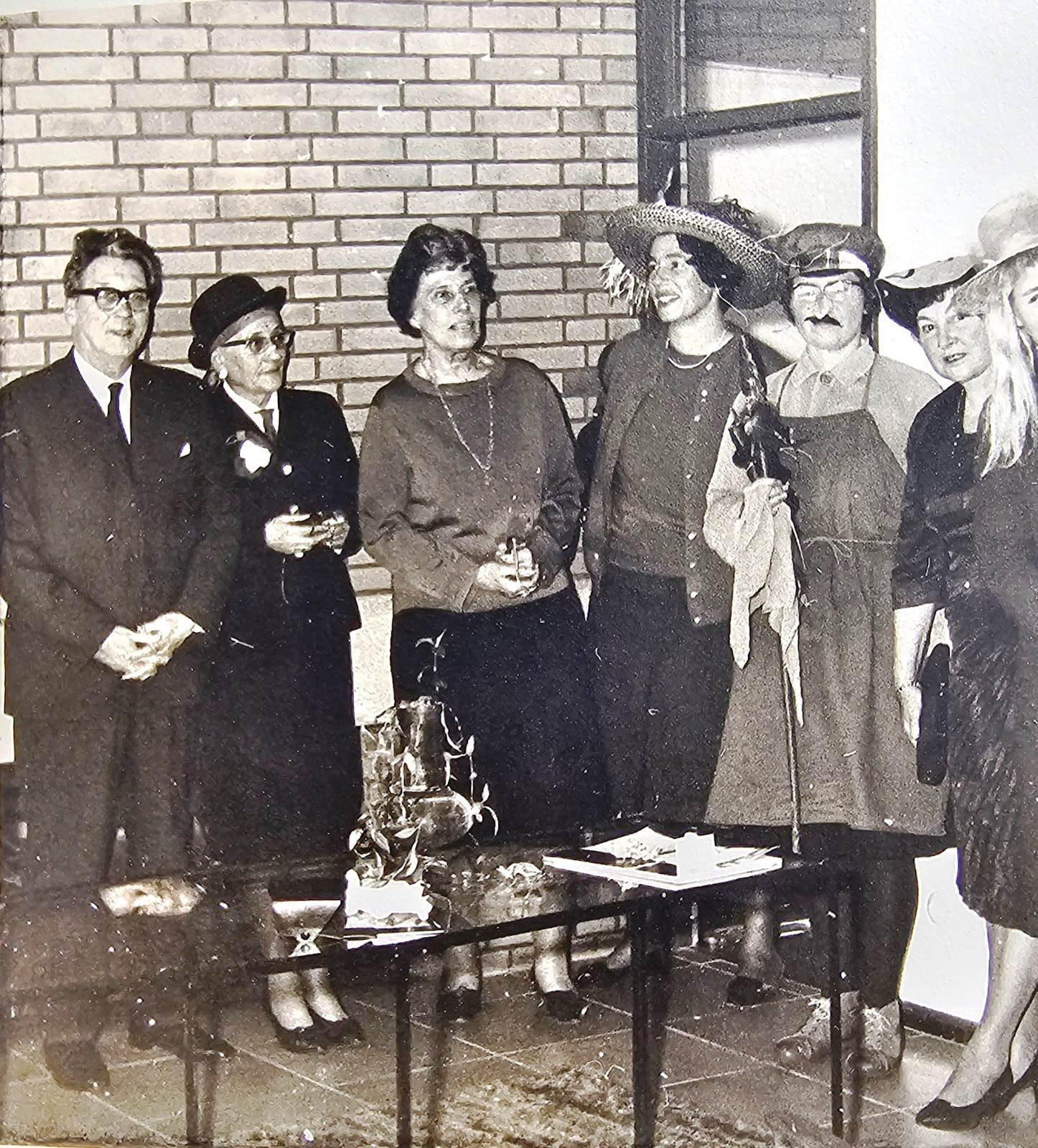
Beatrice Braun-Fock lädt zum Künstlerfasching ins Grünwalder Haus ihres Sohnes, dem Architekten Erik Braun. Zum Zeitpunkt kann die Enkelin keine Angaben machen. Sie datiert die Festivität in die Jahre 1960 bis 1963. Von links nach rechts: Dr. Ernst Ludwig, Else Gött (die Frau von Hans Gött, dem Maler), an dritter Stelle Beatrice Braun-Fock, Tochter Karla Duday, daneben die Person mit Schnauzer, eine Nachbarin, dann Dr. Else Ludwig und verdeckt ganz rechts Gerti Rampl. Foto vom Foto.

Ebenfalls im Jahr 1919 erschien im Musarion Verlag München das Kinderbuch Bienchen von Anatole France. Für dieses Buch schuf sie 14 farbige Steinzeichnungen, die unter dem Namen Bea Fock veröffentlicht wurden. Diesen verkürzten Mädchennamen verwendete sie bereits 1913 bei einem Eintrag in ein Poesiealbum für eine Freundin.
Auch das Buch Die Venus von Ille von Prosper Mérimée erschien 1920 mit dem Hinweis auf Zeichnungen von Bea Fock im Hyperion-Verlag München.
1920 heiratete sie den Journalisten, Schriftsteller und Theaterkritiker Hanns Braun. 1921 wurde ihr Sohn Erik geboren. 1924 wurde ihre Tochter Karla geboren. Im Oktober und November 1921 sowie im April 1922 erschienen vier weitere Zeichnungen im Simplicissimus, die nun mit B. Fock-Braun gekennzeichnet waren.
1922 erschienen im Münchner O. C. Recht Verlag drei von ihr illustrierte Bücher: Kunterbunt. Zehn Bilderbuchgeschichten, für die ihr Mann Hanns die Texte verfasst hatte, war mit 180 Farblithografien ausgestattet; zwei Bücher enthielten illustrierte Erzählungen von Gottfried Keller.
Ein weiteres Buch mit Kinderliedern aus Des Knaben Wunderhorn, die sie aussuchte und illustrierte, folgte 1923. In diesen Werken war ihr zeichnerischer und malerischer Stil noch vom Jugendstil und von der Malweise Ernst Kreidolfs beeinflusst.
1924 kam ihre Tochter Karla zur Welt. Im Folgejahr illustrierte sie ein weiteres Buch ihres Mannes, Die Rache der Windgötter. 1930 und 1931 erschienen mehrere Bücher mit ihren Bildern im Jos. Scholz Verlag Mainz in der Reihe Scholz’ Künstler-Bilderbücher, darunter Märchen der Brüder Grimm und später das illustrierte Buch Die Heinzelmännchen nach dem Gedicht von August Kopisch.
Ihre Illustrationen waren zu jener Zeit beispielgebend für die künstlerische Entwicklung des Bilderbuchs in Deutschland. In den 1930er-Jahren gestaltete sie ihre Bilder flächiger und verwendete kräftigere Farben.
1937 erschien Das Männlein Mittenzwei, ein Märchen für Kinder von Paul Alverdes. Es war das erste von insgesamt sieben Kinderbüchern von Alverdes, die bis 1960 erstveröffentlicht und von Braun-Fock illustriert wurden.
Alverdes gehörte ebenso wie Ernst Heimeran, Eugen Roth und Georg Britting zum Münchner Freundeskreis des Ehepaares Braun.
1939 gab der Jos. Scholz Verlag in der Reihe Die fröhlichen Scholzbändchen das Buch Allen Leuten recht getan. Eine lehrreiche Geschichte nach Hans Sachs heraus. Es war bis 1947 das vorerst letzte von Braun-Fock illustrierte Buch.
1947 erschien Friedrich Rückerts Das Männlein in der Gans. Ab 1948 folgten weitere Bücher, die von ihr bebildert wurden. Sie führte ihre Illustrationstechnik mit prägnanten, klaren Formen zu einer zeitgemäßen Buchillustration wie beispielsweise im Buch Der schwarze Schimmel, für das Heimeran die Verse dichtete und das 1956 vom Georg-Lentz-Verlag München veröffentlicht wurde. 1957 erschien im Kinderbuchverlag Berlin die Lizenzausgabe des Buches für die DDR. Es zählt zu den besten Kinderbüchern nach dem Zweiten Weltkrieg.
1957 illustrierte sie die Weihnachtsgeschichte Ladislaus und Annabella von James Krüss, das ebenfalls im Lentz Verlag und zeitgleich im Alfred Holz Verlag Berlin als Lizenzausgabe für die DDR erschien.
In den beiden Folgejahren illustrierte Braun-Fock zwei weitere Kinderbücher von James Krüss.
In der Zeit von 1958 bis 1962 veröffentlichte der Verlag Gerhard Stalling in seiner Reihe Künstlerbilderbücher insgesamt fünf neue Kinderbuchtitel, die von Braun-Fock illustriert wurden, darunter Kapitän Bommel und die Seeschlange von Günter Spang.
Zu den Werken Braun-Focks gehörten neben Illustrationen für Bilder-, Kinder- und Jugendbücher illustrierte Sprachlern- und Schulbücher, Bücher mit Spielanleitungen und Spiele. Einige Buchtitel erschienen in englischer, norwegischer und französischer Sprache.
1966 erschien im Scholz Verlag Wiesbaden das letzte von ihr illustrierte Bilderbuch Herr Kunterbunt aus Kunterland. Den Text hatte Barbara Götz verfasst. Im September des gleichen Jahres starb Braun-Focks Ehemann Hanns. In ihren nachfolgenden Lebensjahren erteilte sie Angeboten zu weiteren Illustrationsaufträgen Absagen.
Sie starb am 31. Januar 1973 in Bad Wiessee.

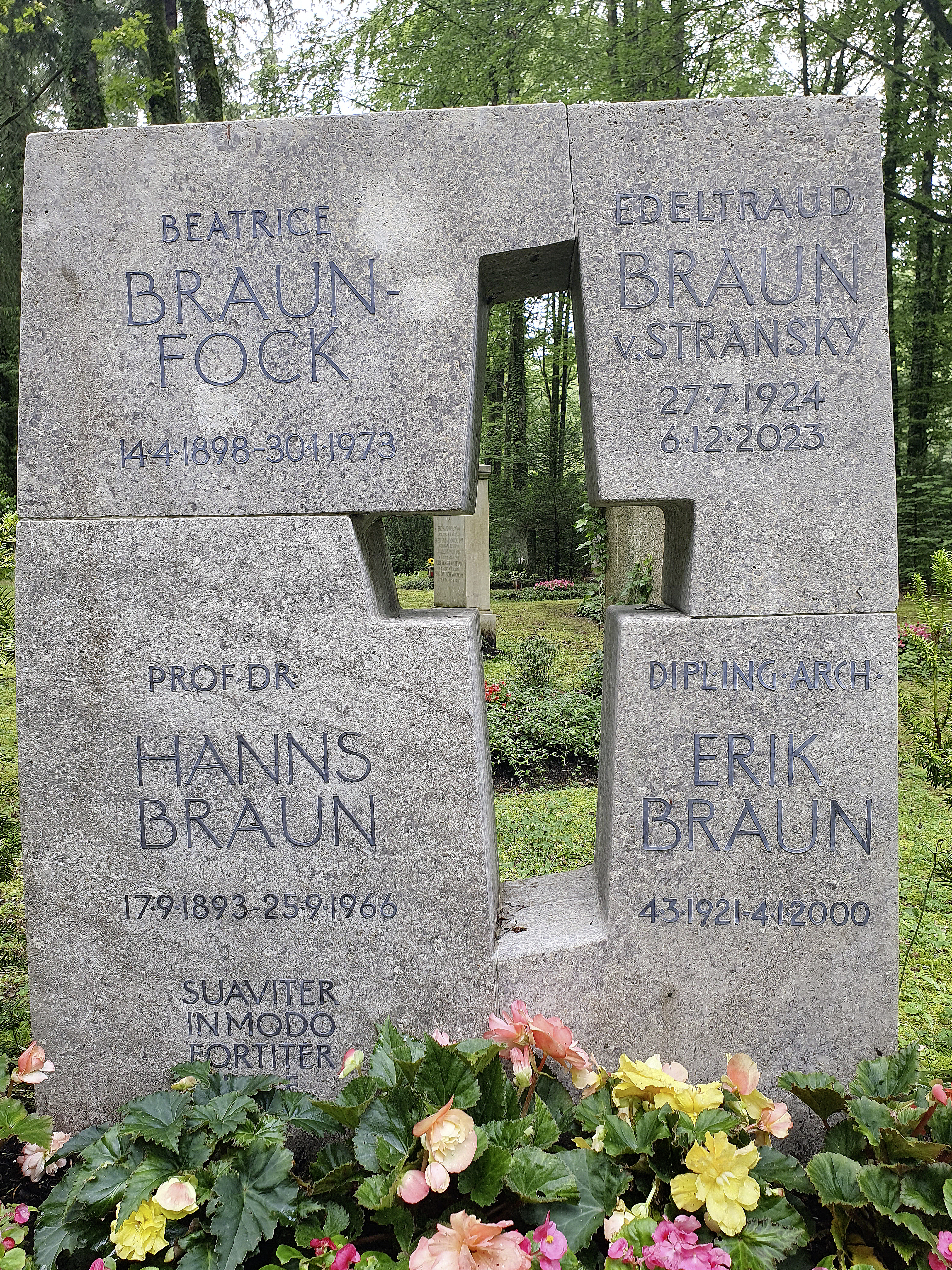
Familiengrab von Beatrice Braun-Fock und Hanns Braun sowie der Schwiegertochter Malerin Edeltraud Braun von Stransky auf dem Waldfriedhof Grünwald

## Würdigungen, Nachlass und Rezeption
1957 wurde das Kinderbuch Der schwarze Schimmel für den Deutschen Jugendbuchpreis nominiert. Die Jury lobte in ihrer Begründung die „Einheit von Wort und Bild“ des Buches mit „reizenden Illustrationen“ und „knappen Versen“.
1970 erhielten Braun-Fock und Alverdes in Anerkennung ihrer gemeinsamen Verdienste in Kinderbuchbereich ein dreimonatiges Stipendium der Villa Massimo in Rom.
Im Jahr 2005 erhielt das Troisdorfer Bilderbuchmuseum aus dem Nachlass von Braun-Fock neben Briefen, Manuskripten und Erstausgaben ihrer Bücher auch Andrucke sowie 1.624 Originalillustrationen, Entwürfe und Skizzenbücher. An einigen Originalillustrationen wurden umfangreiche Restaurierungsarbeiten notwendig und im Jahr 2009 ausgeführt.
Die Deutsche Schillergesellschaft nahm 2012 Briefe von Braun-Fock sowie ihre Originalzeichnungen zu Kinderbüchern von Alverdes in den Teilnachlass Paul Alverdes auf.
Vom 8. November 2015 bis Februar 2016 fand im Bilderbuchmuseum Troisdorf eine Bestandsausstellung zum Thema Im tiefen dunklen Wald mit Originalen aus der Sammlung des Museums statt, in der Illustrationen von Braun-Fock gezeigt wurden.
2020 erweiterte die Stadtbibliothek Mainz ihre Sondersammlung zum Verlag Jos. Scholz-Mainz um 150 antiquarischen Malbücher aus der Reihe Scholz’ Künstler Malbücher, in der von Braun-Fock geschaffene Malbücher und Malvorlagen enthalten waren.
Neuauflagen einiger von Braun-Fock illustrierten Kinderbücher wie Die Heinzelmännchen, Ladislaus und Annabella, Das Schlaftürlein, Der schwarze Schimmel und Kapitän Bommel und die Seeschlange erschienen in den 2010er-Jahren.
Die Deutsche Nationalbibliothek fertigte 2021 elektronische Reproduktionen des von Braun-Fock illustrierten Kinderbuchs Die Heinzelmännchen der 1946 erschienenen Ausgabe an sowie von Rotkäppchen, das 1930 erschienen war. 2022 folgten die elektronischen Reproduktionen Das Männlein in der Gans von 1947 und Das Zirkus-Schifflein Birli von 1948, ebenfalls mit Illustrationen von Braun-Fock.

## Werke (Auswahl)
Eigene illustrierte Bücher
- Das hab‘ ich gemacht. Märchen-Bilderbuch zum Selbstanfertigen. Jos. Scholz, Mainz 1930, DNB 365482838
- Der treue Teddy. Jos. Scholz, Mainz 1931, DNB 572305729
- Zehn kleine Negerbuben. Jos. Scholz, Mainz 1932, DNB 579246752
- Michels Haus. Scholz-Mainz, Wiesbaden 1954, DNB 450597962
- Die Puppe Pimpernell. J. F. Schreiber, Esslingen/München 1957, DNB 450597989
- Schlaf, Kindchen, Schlaf. Schreiber, Esslingen/München 1958, DNB 450597997

Illustrierte Bilder-, Kinder- und Jugendbücher mit anderen Autoren
- Anatole France: Bienchen. Mit 14 farbigen Steinzeichnungen. Musarion, München 1919, DNB 572331037
- Hanns Braun, Beatrice Braun-Fock: Kunterbunt. Zehn Bilderbuchgeschichten. O.C. Recht, München 1922, DNB 579245438
- Gottfried Keller: Die drei gerechten Kammacher. Mit sieben Bildern. F. L. Habbel, Regensburg 1922, DNB 574272348 (Habbel & Naumann)
- Gottfried Keller: Ausgewählte Erzählungen für die Jugend. Mit 120 Illustrationen. O. C. Recht, München 1922, DNB 580351017
- Achim von Arnim, Clemens Brentano: Kinderlieder aus des Knaben Wunderhorn. Ausgewählt von Beatrice Braun-Fock. O. C. Recht, München 1923, DNB 572744765
- Hanns Braun: Die Rache der Windgötter. Wegweiser, 1925, DNB 578951770
- Jacob und Wilhelm Grimm: Rotkäppchen. Jos. Scholz, Mainz 1930, DNB 573558744
- Jacob und Wilhelm Grimm: Hänsel und Gretel. Jos. Scholz, Mainz 1930, DNB 573556601
- Hans Probst: Die Puppenfee. Jos. Scholz, Mainz 1930, DNB 572508980
- Liebe Märchen. Drei Märchen der Brüder Grimm. Hänsel und Gretel. Dornröschen. Rotkäppchen. Mainz 1931, DNB 572305680
- Im Märchenland. Jos. Scholz, Mainz 1931, DNB 572305699
- Jacob und Wilhelm Grimm: Dornröschen. Jos. Scholz, Mainz 1931, DNB 573556164
- August Kopisch: Die Heinzelmännchen. Jos. Scholz, Mainz 1936, DNB 361090552
- Hermann Siegmann: Allen Leuten recht getan. Eine lehrreiche Geschichte nach Hans Sachs. Jos. Scholz, Mainz 1939, DNB 576179434
- Friedrich Rückert: Das Männlein in der Gans. Jos. Scholz, Mainz, 1947, DNB 454221851
- Johanna Maria Seidel: Das Zirkus-Schifflein Birli. Ein Märchen in Reimen. Jos. Scholz-Mainz, Wiesbaden 1948, DNB 454643284
- Charlotte de Vries: Die Schneeflockenprinzessin. F. F. Schreiber, Esslingen/München 1949, DNB 455325502
- Wilhelm Hauff: Märchen und Sagen. Droemer, München 1952, DNB 451861086
- Margot Benary-Isbert: Aufruhr in Vogelsang. Sebaldus, Nürnberg 1953, DNB 450350932
- Jacob und Wilhelm Grimm: Märchen. Blüchert, Stuttgart 1955, DNB 451668227
- Jolàn Sohn: Die Puppenküche. Sebaldus, Nürnberg 1955, DNB 454746709
- Ernst Heimeran: Der schwarze Schimmel. Lentz, München 1956, DNB 451915569
- Lene Hille-Brandts: Die Giraffe Albertine. Bilder von Beatrice Braun-Fock. Stalling, Oldenburg/Hamburg 1958, DNB 452018013
- Wilhelm Hauff: Das Wirtshaus im Spessart. Kunst im Druck Obpacher, München 1958, DNB 451861698
- Wilhelm Hauff: Die Karawane. Ein Märchen. Kunst im Druck Obpacher, München 1959, DNB 451860462
- Hilde Hoffmann, Beatrice Braun-Fock: Der Winter und die Kinder. Stalling, Oldenburg 1959, DNB 452065852
- Günther Spang: Theodolinde, das Känguruh. Obpacher, München 1960, DNB 454769342
- Karl Hobrecker: Das Reisegepäck. Pestalozzi, Fürth 1961, DNB 740371029
- Günter Spang: Kapitän Bommel und die Seeschlange. Stalling, Oldenburg/Hamburg 1962, DNB 454769091
- Margot Benary-Isbert: Die dunkelste Nacht. D. Gundert, Hannover 1964, DNB 450351092
- Barbara Götz: Herr Kunterbunt aus Kunterland. Jos. Scholz-Mainz, Wiesbaden 1966, DNB 456776958

Bücher mit Paul Alverdes
- Das Männlein Mittenzwei. Albert Langen/Georg Müller, München 1937, DNB 571992935
- Das Schlaftürlein. Albert Langen/Georg Müller, München 1938, DNB 571707882
- Siebensohn. Südverlag, Konstanz 1948, DNB 450063380
- Stiefelmanns Kinder. Südverlag, Konstanz 1949, DNB 450063216
- Das Zirflein. Rütten und Loening, Darmstadt/Frankfurt am Main 1951, DNB 450063461
- Das Traum-Pferdchen. Ein Märchen für Kinder. Mit Bildern von Beatrice Braun-Fock. Herold, Stuttgart 1967, DNB 450063437
- Vom dicken fetten Pfannkuchen. Stalling, Oldenburg/Hamburg 1960, DNB 450063259

Bücher mit James Krüss
- Ladislaus und Annabella. Lentz, München 1957, DNB 452608848
- Das verzauberte Dorf. Stalling, Oldenburg/Hamburg 1958, DNB 452608546
- ABC, ABC, Arche Noah sticht in See! Obpacher Buch- und Kunstverlag, München 1959, DNB 452608422

Illustrierte Sprachlern- und Schulbücher
- Dr. Heil Schnellkurs Französisch für Deutschsprechende. Fortschritt Sprachenverlag Richard Pille, München 1932
- Alfredo Tortori: Storielle allegre. Lustige Geschichtchen, eine Sammlung italienischer Kurzgeschichten und Anekdoten. Fortschritt-Sprachenverlag, München 1938, (Dr. Heils neue Fremdsprachen-Lektüre), DNB 362899169
- Reinhard Ludwig: Im Wundergarten. Teil I. Bayrischer Schulbuchverlag, München 1951, DNB 453974538
- Linda Ruf: Hopp, hopp, ihr zwei. Ein Rechenübungsbuch für die 2. Klasse. Bayrischer Schulbuchverlag, München 1956, DNB 454228546

Illustrierte Bücher mit Spielanleitungen und Spiele
- Ernst Heimeran: Spielbuch für Erwachsene. Heimeran, München 1935, DNB 573720703
- Erika Zimmermann: Neue Kasperspiele. Neue Spiele für das Puppentheater mit Spiel- und Bastelanleitungen. Bardtenschlager, Reutlingen 1958, DNB 455821321
- Eva Laue: Kaspertheater. Neue Handpuppenspiele mit Spielanweisungen. Hamburg 1961, DNB 452724317
- Eva Laue: Neue Handpuppenspiele. Bardtenschlager, München 1965, DNB 452724309
- Schwarzer Peter. Kartenspiel. Josef Friedrich Schmidt Spielefabrik München